# Czesław Kiszczak
Czesław Jan Kiszczak (Roczyny, 19 ottobre 1925 – Varsavia, 5 novembre 2015) è stato un militare e politico polacco, capo dei servizi segreti e ministro degli Interni tra il 1981 ed il 1983 durante gli anni in cui in Polonia venne introdotta la legge marziale, e brevemente Primo ministro della Polonia nel 1989.

## Biografia
Entrato nel partito dei lavoratori polacchi subito dopo la fine della seconda guerra mondiale, trascorse quasi tutta la sua carriera militare nel controspionaggio dell'esercito prima e successivamente della marina.
Vicino al generale Wojciech Jaruzelski, partecipò attivamente all'introduzione della legge marziale in Polonia il 13 dicembre 1981. Fu anche membro del Wron (acronimo di Consiglio militare per la salvezza nazionale, Wojskowa Rada Ocalenia Narodowego), il direttorio semi-dittatoriale instauratosi in quel periodo per reprimere i tentativi filo-democratici nel Paese.